# مارک یورگنسون
مارک یورگنسون (استونیایی: Marek Jürgenson؛ زادهٔ ۹ سپتامبر ۱۹۷۷) سیاستمدار و نماینده مجلس اهل استونی است.